# Kristallnacht

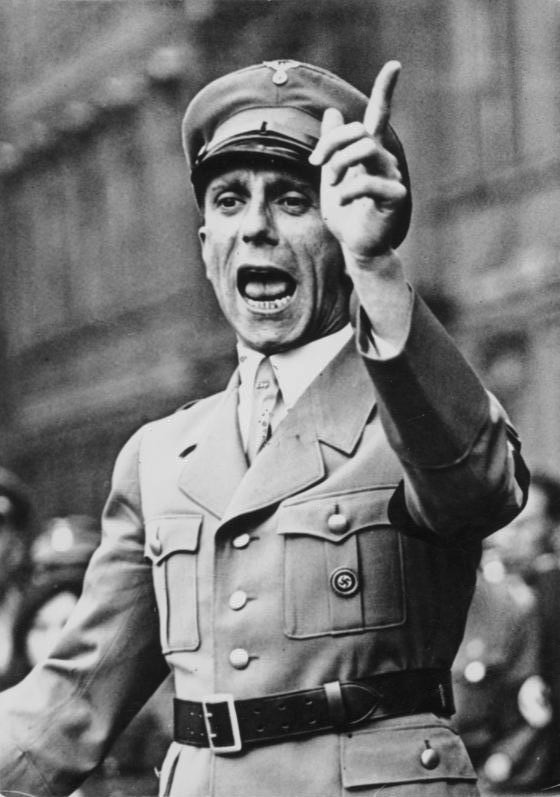
Joseph Goebbels in 1934

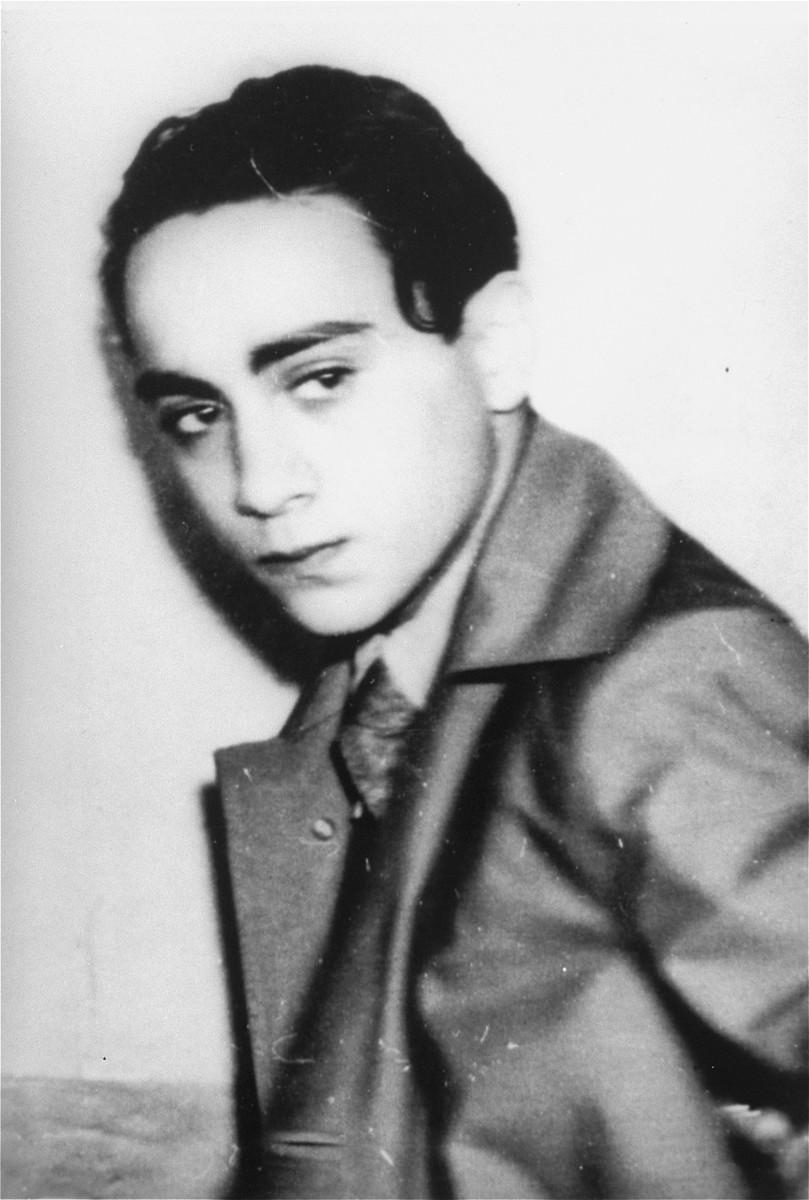
Herschel Grynszpan bij zijn arrestatie op 7 november 1938

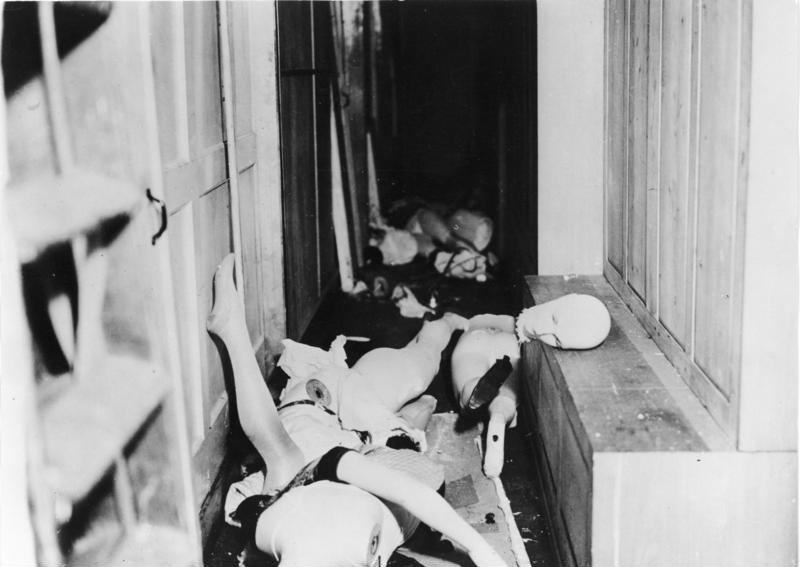
Joodse winkel in München na Kristallnacht

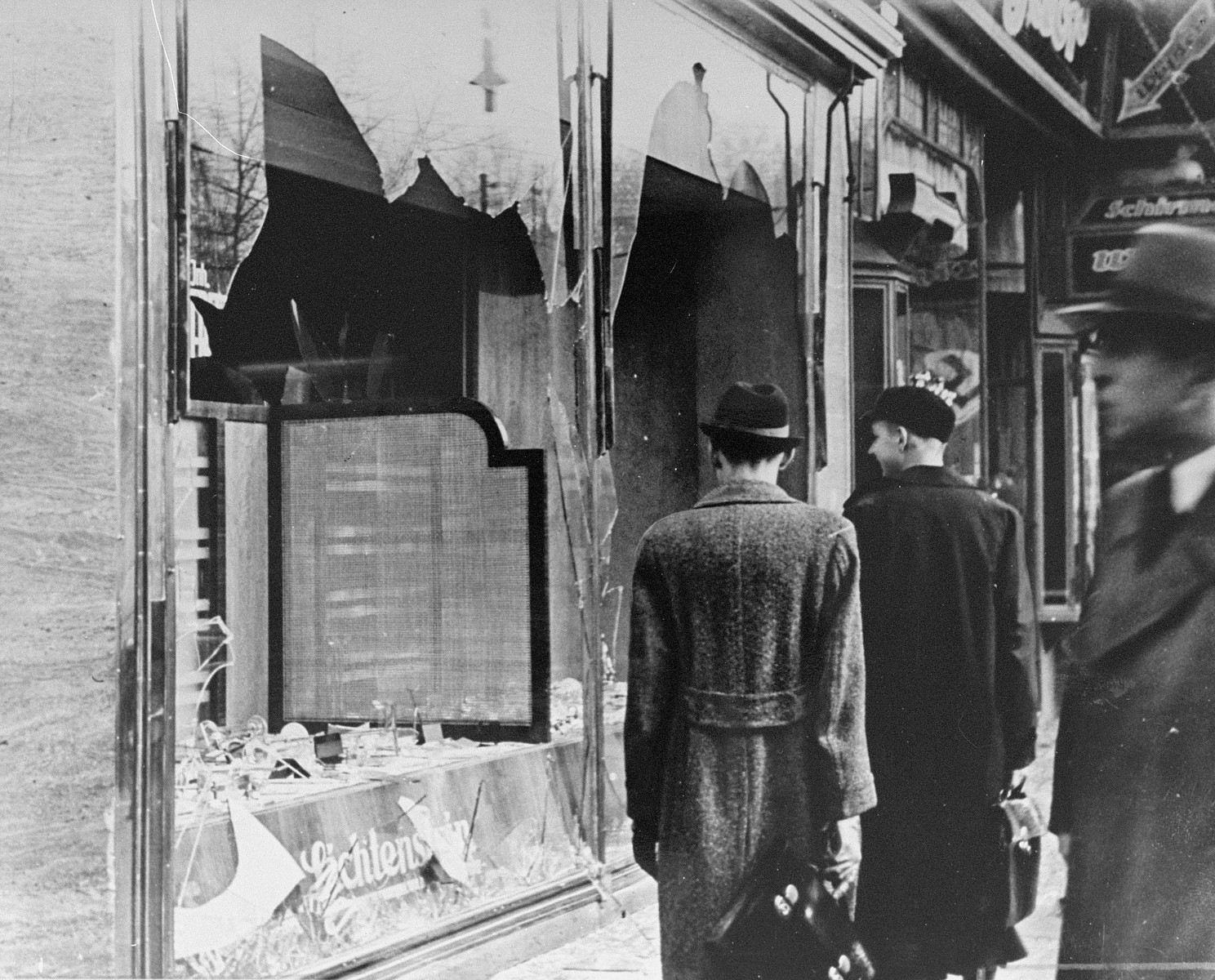
Mensen gaan naar hun werk op 10 november 1938

De Kristallnacht (ook wel Nacht van het gebroken glas) was een door de nazi's georganiseerde actie (pogrom) gericht tegen het Joodse deel van de Duitse bevolking. De Kristallnacht vond plaats in de nacht van 9 op 10 november 1938. In heel Duitsland werden Joden en hun bezittingen aangevallen. Er werden 1400 synagogen in brand gestoken en gesloopt. Ongeveer 7500 winkels en bedrijven van Joden werden vernield. Ook Joodse huizen, scholen, begraafplaatsen en ziekenhuizen moesten het ontgelden. Het werd de brandweer verboden de branden te blussen. Volgens eerste verslagen werden tijdens de Kristallnacht 96 Joden op straat vermoord.  Ook in Oostenrijk en Sudetenland werden Joden aangevallen en hun bezittingen vernield. Meer recente onderzoeken stellen het aantal echter op meer dan 400 Joden die tussen 7 en 13 november vermoord of tot zelfmoord gedreven werden. Voegt men hierbij het aantal doden in de concentratiekampen waar direct na 10 november ongeveer 30.000 Joodse jongere en gezonde mannen werden opgesloten, dan komt men bij een getal van meer dan 1400.  Nazipropagandaminister Joseph Goebbels wordt gezien als het brein achter de Kristallnacht.
De naam Kristallnacht verwijst naar het vele glaswerk dat tijdens deze aanvallen werd vernield. Van Joodse zijde werd later bezwaar gemaakt tegen deze eufemistische benaming, gegeven de ernst van de gebeurtenissen. Sindsdien worden er in Duitsland ook andere namen gebruikt zoals Reichspogromnacht en Novemberpogrome 1938.

## Aanleiding
Een paar maanden nadat Adolf Hitler aan de macht kwam in januari 1933, verschenen er borden in de straten van Duitsland met opschriften als 'Joden niet welkom' en 'Koop niet bij Joden'. Ook werden er vanaf dat moment wetten uitgevaardigd die het leven van de 600.000 Joden in Duitsland steeds moeilijker maakten. Zo mochten ze geen ambtelijke functies meer bekleden, niet studeren aan de universiteit en met de Neurenberger Wetten uit 1935 verloren Joden hun burgerrechten. De levensomstandigheden van de Joodse bevolking werden steeds zwaarder, door de nazistische wetten en de hetze onder de Duitse bevolking verloren velen hun middelen van bestaan. In 1938 waren al 160.000 Joden Duitsland ontvlucht. Hitler, die de Duitse maatschappij wilde 'ontjoden' (naar analogie van 'ontluizen'), zag bij voorkeur alle Joden uit Duitsland vertrekken. Er waren veel meer joden dan de reeds vertrokken 150.000 die Duitsland wilden verlaten, maar andere landen wilden geen of maar mondjesmaat Joden opnemen. Omdat de 'ontjoding' niet snel genoeg ging, gaf Hitler op 18 oktober 1938 het bevel 12.000 Pools-Duitse Joden uit te zetten. Deze Joden woonden vaak al jaren legaal in Duitsland. De te deporteren Joden kregen slechts één nacht om Duitsland te verlaten, ze mochten daarbij één koffer meenemen. De achtergebleven bezittingen werden in beslag genomen door de nazi's of geroofd door buurtgenoten. De 12.000 Joden werden op de trein gezet naar Polen waar 4.000 mensen werden toegelaten door de Poolse regering. De andere 8.000 gedeporteerden konden niet anders dan wachten bij de grens op een eventuele toelating tot Polen. Bij de grens waren geen voorzieningen, de Joden wachtten buiten – zonder onderdak en zonder voedselvoorziening, regelmatig werd er geweld tegen hen gepleegd en er vielen ook doden.
Een van de gedeporteerde families was de familie Grynszpan uit Hannover, waar ze al 27 jaar woonden. Hun 17-jarige zoon Herschel Grynszpan had Duitsland al eerder verlaten en verbleef in 1938 illegaal bij zijn oom in Parijs. Op 3 november 1938 ontving Grynszpan een brief van zijn zuster waarin zij hem schreef over hun deportatie en de erbarmelijke omstandigheden waarin de familie verkeerde. In de daaropvolgende dagen las Grynszpan in (Joodse) kranten meer verhalen over de deportatie van de Pools-Duitse Joden. De berichtgeving maakte hem woedend. Op 7 november ging Grynszpan naar de Duitse ambassade te Parijs om, zoals hij zelf zei, een daad te stellen die in de wereld niet onopgemerkt zou blijven. In de ambassade vuurde Grynszpan vijf kogels af op de Duitse diplomaat Ernst vom Rath, die twee dagen later als gevolg van zijn verwondingen overleed. Of Grynszpan het op Vom Rath had gemunt, of dat hij een willekeurig slachtoffer was, staat volgens sommigen ter discussie. Enkele historici gaan ervan uit dat Grynszpan naar de ambassade ging met het voornemen de ambassadeur te vermoorden, maar deze toen hij hem buiten de ambassade al tegen het lijf liep, niet herkende.

## Opmaat naar de Kristallnacht
Voor Joseph Goebbels, gouwleider (Gauleiter) van de hoofdstad Berlijn en minister van Propaganda, was de aanval op Vom Rath een uitgelezen kans om bij Hitler weer in een goed blaadje te komen. Goebbels had een liefdesaffaire gehad met de Tsjechische actrice Lída Baarová, wat een publiek schandaal veroorzaakt had en hierdoor had Goebbels veel aanzien verloren in nazi-Duitsland. Hij gebruikte de aanval op Vom Rath voor een tirade tegen de Joden. Goebbels gaf Hitler een motief voor een anti-Joodse actie door de verspreiding van de leuze: "Niet Herschel Grynszpan, maar het gehele Jodendom is verantwoordelijk voor de dood van een Duitse diplomaat".
Na vier en een half jaar nazidictatuur en Gleichschaltung werd antisemitisme breed door de bevolking gedragen, en zij die dit niet deden spraken zich er meestal niet openlijk tegen uit. In 1937 waren het boek en de tentoonstelling Der Ewige Jude uitgekomen, en met name de tentoonstelling werd in verband gebracht met een toename van antisemitische incidenten. Deze bevatte de foto´s en plaatjes uit het boek met onderschriften, alles in een antisemitische context waarin de Joden van allerlei zaken werden beschuldigd.
De eerste reactie van de nazi's liet niet lang op zich wachten; op 8 november 1938 werden met onmiddellijke ingang alle Joodse kranten en tijdschriften verboden. Hierdoor werden de Joden afgesneden van hun gemeenschap en, belangrijker nog, ook van nieuws over emigratiemogelijkheden. Op het moment van het verbod bestonden er drie Duits-Joodse kranten en vier Duits-Joodse tijdschriften. Op dezelfde dag werd ook afgekondigd dat Joodse kinderen niet meer werden toegelaten tot Duitse (Arische) scholen en dat alle Joodse culturele activiteiten voor onbepaalde tijd werden opgeschort.

## De nacht van 9 op 10 november
Twee dagen na de aanval op Vom Rath, op 9 november 1938, gaf Hitler Goebbels toestemming om een geweldactie tegen de Joden te starten.

### Goebbels ziet zijn kans schoon
De dood van Vom Rath op 9 november viel samen met de herdenking van de Bierkellerputsch, de mislukte staatsgreep van Hitler en zijn aanhangers in 1923. Ondanks het mislukken van die staatsgreep was de herdenking een jaarlijks hoogtepunt voor de nazi's. Die avond waren veel nazi-bonzen en oud-strijders samengekomen in het oude raadhuis van München, ook Hitler was aanwezig. Op weg naar de herdenking werd Joseph Goebbels gewaarschuwd voor onregelmatigheden in München die het gevolg waren van de moordaanslag op Vom Rath. De acties – die ook elders in Duitsland plaatsvonden – waren gericht tegen de Joodse bevolking, Goebbels gaf de politie direct opdracht 'zich soepel op te stellen' oftewel: niet in te grijpen. Waarschijnlijk zag Goebbels zijn kans schoon en nam hij zich, op weg naar de herdenking, voor de volksopstand te gebruiken om het antisemitisme een duwtje in de rug te geven. Tijdens de bijeenkomst in het raadhuis spraken Goebbels en Hitler met elkaar, Goebbels schreef hierover later in zijn dagboek dat Hitler tijdens dit gesprek toestemming gaf voor een 'demonstratie'. Hitler verliet de herdenking rond 21.30 uur, direct na het vertrek van Hitler hield Goebbels rond 22 uur een toespraak. In deze toespraak meldde hij dat Vom Rath was bezweken en vervolgde: "Moet ik u vertellen tot welk ras het vuile zwijn behoorde dat deze lage misdaad heeft begaan? Een Jood!". Volgens Goebbels was het niet alleen de schuld van Grynszpan dat Vom Rath was omgekomen, het hele Jodendom was verantwoordelijk. Goebbels riep de aanwezigen op "deze aanval van het internationale Jodendom niet onbeantwoord [te] laten, we moeten wraak nemen! Gezamenlijk moeten we ons antwoord formuleren op deze Joodse moord en de dreiging die het internationale Jodendom voor ons roemrijke Duitse Rijk betekent!" De aanwezigen kregen daarmee geen expliciet bevel om Joden aan te vallen maar werden wel aangemoedigd. Ook was inmiddels duidelijk dat de politie niet in zou grijpen. Goebbels schreef later in zijn dagboek dat hij en Hitler vonden dat "de Joden maar een keer de woede van het volk moesten voelen".

### Goebbels geeft de SA en Gauleiter instructies
Na de bijeenkomst in het raadhuis in München kwamen Goebbels, de Gauleiter (regionale NSDAP-leiders) en de SA-leiders (de SA was de paramilitaire organisatie van de NSDAP) samen in Hotel Rheinischer Hof te München. De Gauleiter en SA-leiders werden door Goebbels geïnformeerd over wat hen te doen stond. Deze bevelen gaven zij direct telefonisch door aan hun ondergeschikten in heel Duitsland. Korte tijd later gingen SA-leden de straat op, door de herdenking van de Bierkellerputsch vaak al dronken mannen waren wel te porren voor wat rellen en geholpen door burgers sneuvelden synagogen, huizen, bedrijven, winkels, begraafplaatsen en scholen van Duitse Joden. Goebbels bleef intussen bezig met het uitvaardigen van instructies en gaf in Berlijn zelf de opdracht tot het vernielen van de synagoge aan de Fasanenstrasse in Berlijn.

### Politie en SS krijgen het bevel niet op te treden
De leiders van de SS (de politie van de NSDAP), de reguliere politie en de Gestapo (geheime politie) waren ook in München voor de herdenking van de Bierkellerputsch. Zij hadden de toespraak van Goebbels echter niet bijgewoond en hoorden pas van de actie nadat die was begonnen. Reinhard Heydrich, toenmalig leider van de politie, werd rond 23.00 uur op de hoogte gebracht. Heydrich nam direct contact op met zijn meerdere Heinrich Himmler met de vraag hoe de politie (inclusief de Gestapo) en de SS zich op moesten stellen. Himmler was op dat moment met Hitler in Hitlers appartement en besloot in overleg met Hitler dat de SS zich afzijdig moest houden, de SS verfoeide wanorde dus een actie als de Kristallnacht paste beter bij de meer volkse SA. Ook de chef van de Gestapo Heinrich Müller was inmiddels op de hoogte, vanuit het Gestapohoofdkwartier stuurde hij een telex naar alle politiebureaus in het Rijk. In de telex meldde hij dat door het hele land demonstraties werden verwacht tegen Joden. De Gestapo mocht niet ingrijpen, aldus Müller, maar ze moesten wel samen met de gewone politie plunderingen voorkomen. Ook schreef Müller dat de politie zich moest voorbereiden op de arrestatie van 20.000 tot 30.000 Joden en archiefmateriaal uit synagogen en Joodse gemeenschapshuizen in veiligheid moest brengen. Dit materiaal kon hen immers belangrijke informatie verschaffen over de Joodse gemeenschap in Duitsland. Müller sloot zijn telex af met de boodschap dat nadere orders zouden volgen. Die instructies volgden om 1.20 uur toen Heydrich een 'nieuwsflits' stuurde aan alle bureaus van de Gestapo en de Sicherheitsdienst (de inlichtingendienst van de SS). In die telex schrijft Heydrich dat 'synagogen in brand gestoken mogen worden als er geen gevaar bestaat dat het vuur overslaat naar de omliggende huizen' en 'dat winkels en woningen van Joden mogen worden vernietigd, maar niet geplunderd'. Plunderen was niet toegestaan omdat de staat zich de eigendommen zelf wilde toe-eigenen. Ook gaf Heydrich de opdracht zo veel mogelijk Joden te arresteren, vooral welgestelden. Rudolf Hess kwam ongeveer tegelijkertijd met eenzelfde order richting alle Gauleiter van de NSDAP.

### Geweldsexplosie
De Gauleiter, de SS, de reguliere politie en de Gestapo waren nu op de hoogte van de bevelen van Heydrich, maar de leden van de SA niet. De SA-leden meenden dat ze de vrije hand hadden gekregen van Goebbels en zo vond er die nacht een uitspatting van geweld plaats, waarbij de SS en de politie (incl. Gestapo) niet mochten ingrijpen. Gedurende Kristallnacht werden ten minste 7.500 winkels, 29 warenhuizen en 171 woningen verwoest, 191 synagogen verbrand en nog eens 76 synagogen op een andere manier vernield. Ook Joodse gemeenschapscentra, dodenkapellen, begraafplaatsen en vergelijkbare gebouwen werden in brand gestoken. Overal waren Joden het slachtoffer van geweld, de aanvallers maakten daarbij geen onderscheid tussen vrouwen, mannen, kinderen en ouderen. Er vielen vermoedelijk zo'n 600 ernstig gewonden. Na de Kristallnacht verklaarde Reinhard Heydrich dat er 36 Joden omgekomen waren, later werd dit aantal opgeschroefd naar 91. Onderzoekingen na de Tweede Wereldoorlog vallen hoger uit en reppen van 400-600 doden. Tijdens de Kristallnacht zouden ook meerdere Joden zelfmoord gepleegd hebben. De Kristallnacht leek op een spontane volksopstand en werd internationaal in eerste instantie ook als zodanig gezien. Men dacht zelfs dat Goebbels de volksopstand een halt toe had geroepen. Dat de Kristallnacht allesbehalve een spontane actie was, zou later blijken. Goebbels had de pogrom in gang gezet en gemanipuleerd en Hitler zelf had toestemming dan wel opdracht gegeven.

### De Joden krijgen de schuld
De Kristallnacht was de eerste echte grote geweldpleging tegen de Joden in Duitsland sinds de machtsovername door de nazi's in 1933. De geweldsexplosie was de apotheose na jaren van toegenomen spanningen, pesterijen en verbodsbepalingen in het nadeel van de Joodse gemeenschap in Duitsland. De nazi's namen overigens niet de verantwoordelijkheid voor de Kristallnacht. De door het geweld veroorzaakte schade werd de Joodse gemeenschap aangerekend, zij zou het geweld hebben 'uitgelokt'. Op 12 november 1938 werd besloten dat de Joodse gemeenschap een boete moest betalen van een miljard Reichsmark wegens 'hun vijandige houding ten opzichte van het Duitse volk, het uitlokken van geweld en de moord op Vom Rath'. Bovendien moesten de verzekeringsmaatschappijen waar de Joden verzekerd waren het geld waar de verzekerden na de Kristallnacht recht op hadden in de staatskas storten. De boete werd geïnd in de vorm van een belasting, Joden moesten 25% van hun vermogen afstaan aan de Duitse staat, in totaal werd er 1.126.612.495,- Reichsmark opgehaald.

## Reactie van Duitse burgers
De Duitsers reageerden verschillend. De Britse historicus Martin Gilbert schrijft in zijn boek 'Kristallnacht: Prelude to destruction' dat veel Duitsers geen voorstander waren van de pogrom. Zijn mening wordt bevestigd door getuigen van de Kristallnacht die vertelden 'dat mensen achter hun gordijnen zaten te huilen'. Soms werden de vervolgde Joden geholpen, maar de meerderheid van de Duitse burgers wachtte machteloos af tot het voorbij was. Andere Duitse burgers deden volop mee met de SA tijdens de Kristallnacht. In sommige steden braken al rellen uit op 7 november, direct na de aanslag op Vom Rath. Hier en daar gingen de rellen ook door na 10 november 1938. Duitse burgers, aanhangers van het nazisme, namen het initiatief tot deze rellen. Getuigen zouden later vertellen dat onder de deelnemers ook vrouwen en kinderen waren. Een Britse correspondent in Berlijn, werkzaam voor de London Daily Telegraph deed verslag: "In Berlijn heerste de wet van het gepeupel, hordes vandalen gaven zich over aan een orgie van vernietiging. Ik heb in de laatste vijf jaar diverse anti-Joodse rellen meegemaakt, maar nooit zo ziekmakend als nu. Raciale haat en hysterie lijken zich volkomen meester te hebben gemaakt van een anders zo fatsoenlijk volk. Ik zag chic geklede vrouwen staan applaudisseren en schreeuwen van vreugde, terwijl respectabele moeders uit de middenklasse hun baby's in de hoogte hielden zodat ze beter de 'pret' konden zien."
Hoeveel mensen meededen met de rellen, machteloos toekeken of zich verzetten is niet bekend. In een op 11 november gepubliceerd artikel schrijft Goebbels dat de Duitse burgers zich tijdens de Kristallnacht hebben laten leiden door hun 'gezonde instinct'. De Duitsers zijn nu eenmaal antisemitisch, stelt Goebbels, en willen zich niet langer laten beperken of provoceren door Joodse parasieten. Toch viel de reactie van de bevolking Goebbels en Hitler tegen, ze hadden op meer enthousiasme gehoopt. Goebbels en Hitler gaven dan ook opdracht tot het maken van meerdere antisemitische films.

## Reactie van de kerk
De houding van de kerk in Duitsland varieerde van positief tot passief, in ieder geval hield de kerk als instituut zich afzijdig. Zowel de protestantse als de katholieke kerk uitten geen officiële kritiek, ook ondersteunde de kerk de individuele protesten van pastoors en priesters niet. De protestantse bisschop van Thüringen, Martin Sasse, toonde zich verheugd over de vernietiging van de synagogen. Kort na de Kristallnacht publiceerde Sasse een boek over de geschriften van Maarten Luther; in het voorwoord schrijft hij: "Op 10 november 1938, de verjaardag van Luther, branden de synagogen in Duitsland." Volgens Sasse had Luther zich geen mooier verjaardagsgeschenk kunnen wensen. Luther schreef in 1543 een pamflet met de titel Over de Joden en hun leugens, in dat pamflet schrijft Luther: "Men moet hun synagogen en scholen in brand steken en wat niet wil branden, moet men met aarde overdekken zodat geen mens er een steen of sintel meer van ziet, voor eeuwig niet". Luther is zowel door Hitler als door de protestantse kerk vaak aangehaald om de Jodenvervolging te 'verklaren' of te vergoelijken.

## Internationale reactie
De internationale gemeenschap reageerde geschokt en afkeurend. Door de Kristallnacht kwamen pro-nazi-bewegingen in westerse landen in een negatief daglicht te staan, waarmee de steun aan deze bewegingen afnam. De berichtgeving in de media was in het algemeen negatief, maar daar ging men er in eerste instantie van uit dat de Kristallnacht een spontane volksopstand was, die stopte doordat de Duitse regering bij monde van Goebbels ingreep. Pas later werd duidelijk dat Goebbels juist de aanjager van de Kristallnacht was. De Verenigde Staten riep als reactie op Kristallnacht zijn ambassadeur terug uit Duitsland, maar verbrak de diplomatieke banden niet geheel. De verhouding tussen Duitsland, Amerika en een groot aantal landen binnen Europa verslechterde na de Kristallnacht. Het werd de internationale gemeenschap duidelijk dat nazi-Duitsland niet uit was op vrede, dit was al een grote stap ten opzichte van 1936 toen de internationale gemeenschap nog stond te juichen tijdens de door Duitsland georganiseerde Olympische Spelen.
De Nederlandse regering reageerde gematigd, minister-president Hendrikus Colijn wilde angstvallig de Nederlandse neutraliteit behouden. Omdat de Nederlandse regering op goede voet wilde blijven met Duitsland, sloot Nederland op 15 december 1938 de grens voor Joodse vluchtelingen en bestempelde hen tot ongewenste vreemdelingen. De SDAP reageerde verontwaardigd, de fractievoorzitter van de SDAP Johan Willem Albarda stelde dat er 'een groot sentiment onder het Nederlandsche volk was om hulp te bieden'. Albarda vroeg de regering-Colijn meer te doen dan zij op dat moment deed, hij wilde dat er meer vluchtelingen werden toegelaten. Colijn voelde daar niets voor en wees op het grote aantal Joodse vluchtelingen, de economische druk die dat kon veroorzaken en het volgens hem bestaande antisemitisme in Nederland dat door de toelating van Joodse vluchtelingen alleen maar aangewakkerd zou worden. Colijn zei: "Dat zeg ik in het belang van onze Nederlandsche Joden zelf. In dezen tijd is geen enkel volk volkomen vrij van antisemitisme, de sporen ervan worden ook in ons land gevonden en wanneer men nu ongelimiteerd een stroom vluchtelingen uit het buitenland hier zou binnen laten, zou het noodzakelijk gevolg ervan zijn dat de stemming in ons eigen volk ten opzichte van de Joden een ongunstige kentering zou kunnen ondergaan." In een memorie van antwoord bij de Rijksbegroting 1938 staat: "Vermeden moet worden alles wat de strekking heeft duurzame vestiging in ons reeds zo dichtbevolkte land te bevorderen, daar een verder binnendringen van vreemde elementen schadelijk zou zijn voor de handhaving van het karakter van den Nederlandschen stam. De Regeering is van oordeel dat in beginsel ons beperkt territoir voor de eigen bevolking moet blijven gereserveerd." De Nederlandse regering werd toch door het parlement gedwongen de toelatingsquota te versoepelen van 2000 naar 7000 vluchtelingen. Uiteindelijk werden er 10 000 vluchtelingen legaal toegelaten Illegaal kwamen er natuurlijk veel meer. De legale vluchtelingen werden veelal ondergebracht in Kamp Westerbork van waaruit ze na de machtovername door de nazi's naar concentratiekampen werden getransporteerd.

## Nasleep en gevolgen van de Kristallnacht
De Kristallnacht wordt gezien als een keerpunt in het beleid van de nazi's jegens de Joden. De nazi's en aan hen gelieerde media spraken na 10 november 1938 onomwonden over hun gewenste oplossing van het 'Joodse probleem', die – in de woorden van Hermann Göring – snel en definitief moest zijn. Maar of de Kristallnacht, zoals sommige historici beweren, gezien moet worden als hét startpunt van de Holocaust, daarover is men het niet eens. Het tijdstip waarop de Holocaust begon wordt vaak meer naar voren gelegd, bijvoorbeeld naar 1935 met de invoering van de Rassenwetten van Neurenberg, of nog verder terug naar 1 april 1933 met de boycot van Joodse winkels.
Na de nog enigszins impulsieve gebeurtenissen in de nacht van 9 op 10 november 1938 ging het geweld tegen de Joden over in een planmatige vervolging en vernietiging van de Joden in Duitsland. De SS kreeg hierover de leiding. De SA speelde bij deze plannen geen rol meer. Het was de nazi's tijdens de Kristallnacht immers duidelijk geworden dat de Duitse burgers zich niet of slechts minimaal zouden verzetten bij geweld tegen Joden, maar anderzijds hadden ze meer enthousiasme van burgers verwacht en viel de negatieve internationale respons hen ronduit tegen. Goebbels besefte dat hij voorzichtiger te werk moest gaan. De SA was derhalve als massabeweging ongeschikt; bovendien was deze al sterk in ledental en belang aan het afnemen na de Nacht van de Lange Messen. In de dagen na de Kristallnacht werden circa 30.000 Joden door de SS opgepakt en in de concentratiekampen Buchenwald, Dachau en Sachsenhausen gevangengezet. Ook werd de toon van het antisemitisme van de regering subtieler.

## Ontkenning door Hitler
Hitler beweerde dat hij niets van de zaak afwist. Dit werd ook tijdens de processen in Neurenberg beweerd, wat door een deel van de historici werd overgenomen. Men is het er inmiddels over eens dat Hitler via Goebbels op de hoogte was en zelf het bevel voor de pogrom op 9 november 1938 had gegeven.

## Herdenkingen
In Nederland vindt een herdenking van de Kristallnacht plaats bij het stadhuis in Amsterdam. De eerste herdenking was in 1992 en daarna ieder jaar tot en met 2000. In 2000 liep een herdenking uit de hand. In 2001 en 2002 waren er geen herdenkingen in Amsterdam. In 2003 organiseerde het Centraal Joods Overleg bij het Monument voor het Joods verzet voor het Amsterdamse stadhuis een herdenking. Ook in 2008 organiseerde het Centraal Joods Overleg, ditmaal in het stadhuis, een Kristallnachtherdenking. De eerste herdenking in Nederland werd georganiseerd door een aantal jongerenorganisaties waaronder SAP/Rebel, Landelijke Studentenvakbond en KMAN-Jongeren samen met Comité 21 maart (Dag van het Racisme), voorloper van de stichting Nederland Bekent Kleur. De jaren daarna namen steeds meer steden dit initiatief over waaronder Breda, Leiden, Tilburg, het v/m Kamp Westerbork en het v/m Kamp Amersfoort. In 2008 werd op tien plaatsen in Nederland de Kristallnacht herdacht onder andere in Amsterdam en in het kamp Westerbork.

## Trivia
- De Duitse rockband BAP maakte in 1982 het nummer Kristallnaach (Keuls dialect) geïnspireerd op deze historische gebeurtenis, die in hun ogen model stond voor iedere vorm van vreemdelingenhaat, die steeds weer in de geschiedenis te ontwaren valt en ook na 1938 de kop weer kan opsteken.
- De groep Sabaton heeft ook een lied dat naar deze gebeurtenissen verwijst: The Final Solution.
- In november 2022 kregen Duitse klanten van KFC een notificatie op hun telefoon met de aansporing krokante kip te bestellen in het kader van de 'viering' van Kristallnacht. KFC verklaarde automatische pushberichten te versturen gebaseerd op bijzondere gebeurtenissen van verschillende landen, waarbij in dit geval het "beoordelingsproces" niet goed was gevolgd.[23]